# Кам'янська сільська рада (Апостолівський район)
Кам'янська сільська рада — колишній орган місцевого самоврядування у Апостолівському районі Дніпропетровської області з адміністративним центром у c. Кам'янка.

## Населені пункти
Сільській раді були підпорядковані населені пункти:
- c. Кам'янка
- с-ще Жовте
- с. Новоіванівка
- с. Слов'янка
- с. Тарасо-Григорівка
- с. Червона Колона

## Склад ради
Рада складалася з 20 депутатів та голови.

## Керівний склад сільської ради
| ПІБ                       | Основні відомості                                                         | Дата обрання | Дата звільнення |
| ------------------------- | ------------------------------------------------------------------------- | ------------ | --------------- |
| Сібякін Андрій Михайлович | Сільський голова, 1964 року народження, освіта                            | 26.03.2006   | 31.10.2010      |
| Нігай Станіслав Карпович  | Сільський голова, 1970 року народження, освіта вища, член Партії регіонів | 31.10.2010   |                 |

Примітка: таблиця складена за даними джерела

## Населення
Згідно з переписом УРСР 1989 року чисельність наявного населення села становила 4509 осіб, з яких 2089 чоловіків та 2420 жінок.
За переписом населення України 2001 року в селі мешкало 3866 осіб.

### Мова
Розподіл населення за рідною мовою за даними перепису 2001 року:
| Мова       | Відсоток |
| ---------- | -------- |
| українська | 93,84 %  |
| російська  | 5,42 %   |
| білоруська | 0,49 %   |
| молдовська | 0,08 %   |
| польська   | 0,03 %   |